# たみちゃん
『たみちゃん』は、1984年6月5日から1985年3月19日までテレビ朝日系列局で放送されていたテレビ朝日製作のバラエティ番組である。それ以前にも1984年4月17日から同年5月29日まで『ザ・コント55号!!』（ザ・コントごじゅうごごう）と題して放送されていた。放送時間は毎週火曜 21:00 - 21:54 （日本標準時）。

## 概要
「五十五庵」というそば屋を舞台に繰り広げられていたコント番組。
『ザ・コント55号!!』当時の内容は、コント55号の萩本欽一扮する主人のもとへ坂上二郎扮するしがないサラリーマンや若手のコメディアンたちが来店するというものだったが、番組は放送開始から2か月後に『たみちゃん』と改題し、そば屋の店員役で出演していた野咲たみこを主役に据えて行うようになった。
本番組の終了後、萩本と坂上がコンビで出演するのは単発番組のみになり、レギュラー番組に揃って出演することはなくなった。

## 出演者
- たみちゃん：野咲たみこ
- 主人：萩本欽一（コント55号）
- 二郎さん：坂上二郎（コント55号）
- がめついOL：山本富士子（後の山本ふじこ）[2]
- 柳家小きん（後の4代目桂三木助）
- ルート55号 - 外国人東大生コンビ。
- 和田アキ子 - エンディングテーマ「君が野に咲くバラなら」（作詞：荒木とよひさ / 作曲：三木たかし）の歌唱も担当。
- かけそば君：大久保了 （当時劇団東京乾電池に所属していた俳優[2]）
- かけそば君の弟：片桐順一郎
- 宇治正高 - 主に「たみちゃんをデートに誘ってはフィーリングが合わずそうまま帰る」役[2]
- 困ったカップル：野村真美
- 困ったカップル：波方清
  - （主に、五十五庵に来てはキザな台詞を飛ばしては見つめ合い、その挙げ句何も食べずに帰るという役[2]）
- 山口良一
- 小倉久寛
- 真面目なOL：日髙のり子[2]

## 放送局
特記の有るもの以外の放送時間は全て、火曜 21:00 - 21:54、同時ネット
- テレビ朝日（製作局）
- 北海道テレビ[3]
- 青森放送[4]
- 秋田テレビ：日曜 13:00 - 13:54[4]
- 山形放送[5]
- 東日本放送[6]
- 福島放送[6]
- 新潟テレビ21[7]
- テレビ信州[8]
- 山梨放送：土曜 14:00 - 14:54[9]
- 静岡けんみんテレビ[9]
- 名古屋テレビ[10]
- 朝日放送[11]
- 山陰放送：土曜 14:00 - 14:55[12]
- 広島ホームテレビ[13]
- 山口放送[14]
- 瀬戸内海放送[13]
- 南海放送：土曜 15:50 - 16:45[14]
- テレビ高知：日曜 10:00 - 10:55[14]
- 九州朝日放送[15]
- テレビ熊本：日曜 16:00 - 16:54（1984年6月3日放送開始）[16]
- 大分放送：日曜 16:00 - 16:54[17]
- テレビ宮崎：木曜（水曜深夜）0:15 - 1:10[18]
- 鹿児島放送[18]
- 琉球放送：金曜 16:00 - 16:54[19]